# Ventilago
Ventilago ist eine Gattung aus der Familie der Kreuzdorngewächse (Rhamnaceae). Die Arten bilden meist kletternde Sträucher oder Lianen. Ihre Heimat sind die Tropen der Alten Welt. 

## Beschreibung
Die Arten der Gattung bilden kletternde Sträucher oder dicke Lianen, seltener kleine Bäume. Die Laubblätter stehen gegenständig und sind ledrig oder beinahe ledrig, seltener papierartig. Die Blattbasis ist schief, der Blattrand ganzrandig oder gezähnt. Die Blüten stehen einzeln, in achselständigen Büscheln oder in ährenähnlichen Blütenständen. Sie sind klein, zwittrig und fünfzählig. Die Kelchblätter sind meist vorhanden, dreieckig, und oberseits gekielt. Die Kronblätter sind verkehrt-eiförmig bis rund und können bei wenigen Arten fehlen. Der Diskus ist dick, fleischig und fünfeckig. Der Fruchtknoten ist rund, im Diskus eingesenkt und zweifächrig. Der Griffel ist geteilt. Die Früchte sind einsamige Flügelnüsse.

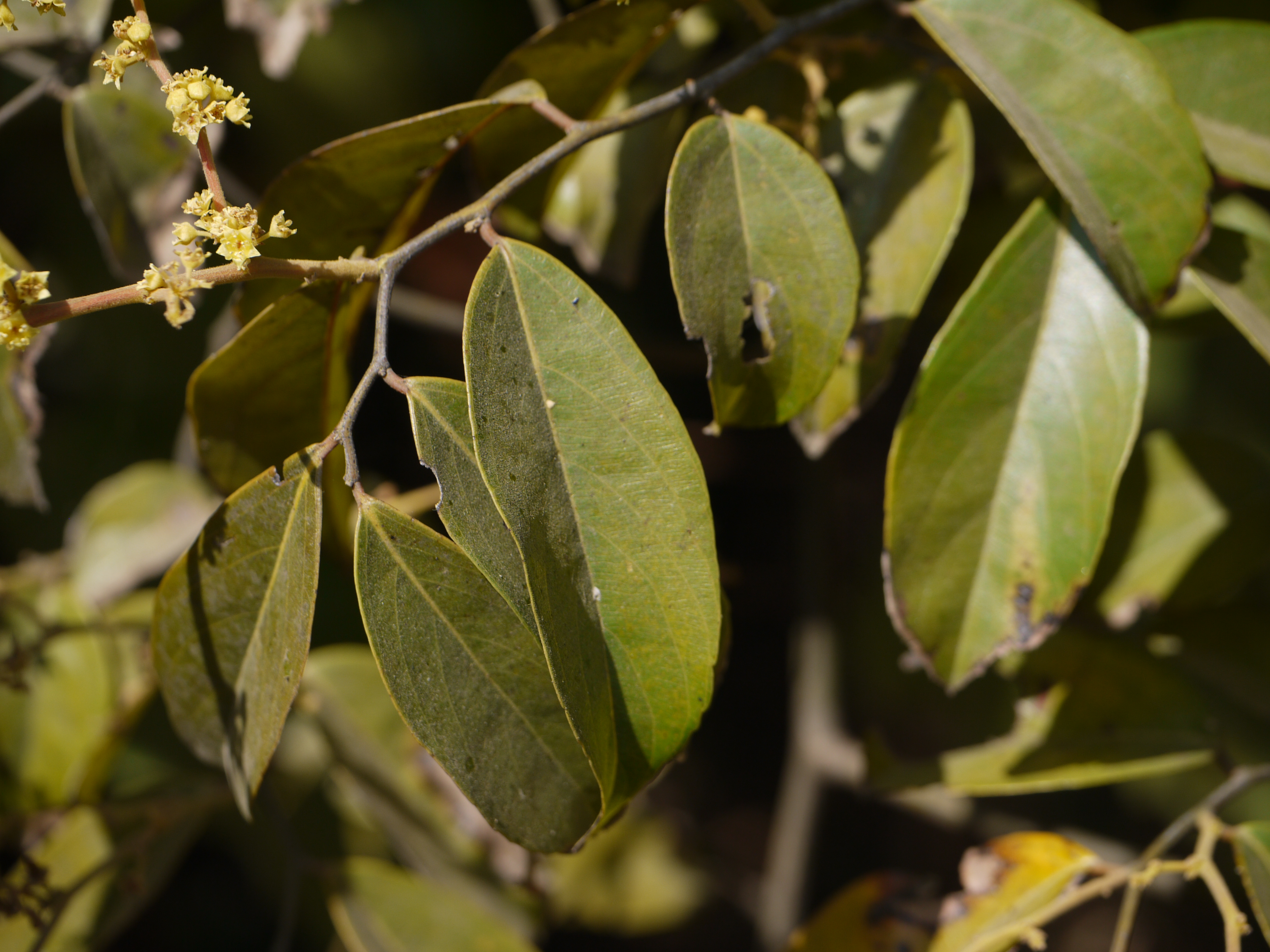
Ventilago madraspatana

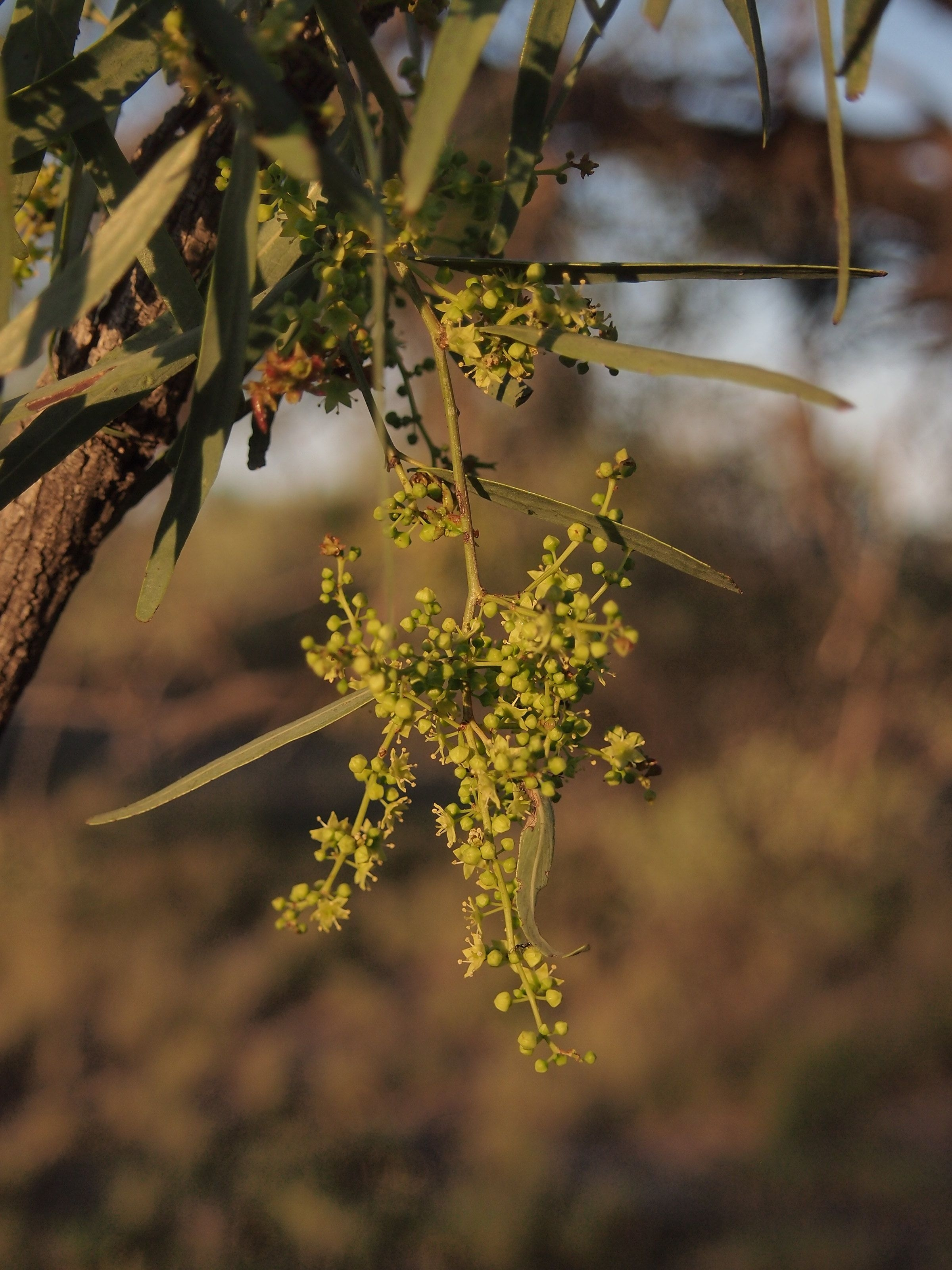
Ventilago viminalis

## Verbreitung
Die etwa 40 Arten sind in den Tropen der Alten Welt beheimatet.

## Systematik und Forschungsgeschichte
Ventilago ist eine Gattung in der Familie der Kreuzdorngewächse (Rhamnaceae), in der sie der Tribus Ventilagineae zugeordnet wird. Sie wurde von Joseph Gaertner 1788 in De Fructibus et Seminibus Plantarum aufgestellt. Ein Synonym der Gattung ist Apteron Kurz.
Der Gattung werden zumindest folgende Arten zugeordnet:
- Ventilago africana Exell: Sie kommt vom westlichen tropischen Afrika bis Uganda und das nördliche Angola vor.[5]
- Ventilago denticulata Willd.: Sie kommt in Indien vor.[3]
- Ventilago diffusa (G.Don) Exell: Sie kommt von der Elfenbeinküste bis Äthiopien und Malawi vor.[5]
- Ventilago elegans Hemsl.: Sie kommt in Taiwan vor.[5]
- Ventilago inaequilateralis Merr. & Chun: Sie kommt in China und in Hainan vor.[5]
- Ventilago lanceolata Merr.: Sie kommt auf den Philippinen vor.[5]
- Ventilago leiocarpa Benth.: Sie kommt in Indien, Thailand, Myanmar, Vietnam und China vor.[3]
- Ventilago leptadenia Tul.: Sie kommt in Madagaskar vor.[5]
- Ventilago madraspatana Gaertn.: Sie kommt in Indien, Sri Lanka, auf Java, in Myanmar und Yunnan vor.[3]
- Ventilago oblongifolia Blume: Sie kommt in Yunnan und Guangxi vor.[5]
- Ventilago viminalis Hook.: Sie kommt in Australien vor.[3]